# Marc Bloch
Marc Léopold Benjamin Bloch (Lione, 6 luglio 1886 – Saint-Didier-de-Formans, 16 giugno 1944) è stato uno storico, militare e partigiano francese, tra i maggiori studiosi del Medioevo.

## Biografia

### Famiglia ed istruzione
Nato a Lione da una famiglia ebraica alsaziana che si era trasferita per conservare la cittadinanza francese dopo la guerra franco-prussiana, era il figlio secondogenito dello storico Gustave Bloch e di Sarah Ebstein. Marc Bloch condusse brillantemente gli studi secondari a Parigi, al Lycée Louis-le-Grand; ottenne il baccalaureato in lettere e filosofia nel 1903, per entrare l'anno successivo all'École normale supérieure, appena accorpata alla Sorbona; qui studiò per quattro anni storia medievale sotto la guida di insegnanti quali Ferdinand Lot e Christian Pfister e dello stesso suo padre, che nel 1887 vi era stato nominato maître de conferences ed era stato soprannominato dai suoi studenti le Méga. Ciò fece sì che a Marc venisse affibbiato il nomignolo Microméga.
Un'altra importante influenza su Bloch in questo periodo venne dal sociologo Émile Durkheim, che prefigurò la successiva enfasi di Bloch sulla ricerca interdisciplinare.
Nel frattempo, la leva militare fu resa obbligatoria nel 1905 per tutti i cittadini maschi adulti. Dal 1905 al 1906 Bloch prestò servizio a Pithiviers, sede del 46º Reggimento Fanteria dell'esercito francese, che Bloch considerava "gravato da snobismo, antisemitismo ed antirepubblicanismo". La sua opinione sull'esercito era stata inasprita dagli eventi dell'Affare Dreyfus, avvenuti quando Bloch aveva 11 anni.
Superò brillantemente l'agrégation, il concorso pubblico per insegnanti destinati all'insegnamento secondario e superiore, di storia e geografia, ma venne destinato solo nel 1912 al liceo di Montpellier. Nel frattempo, dal 1908 al 1909, seguì, grazie a una borsa di studio del ministero degli esteri, i corsi delle università di Berlino e di Lipsia, dove familiarizzò con la tradizione storiografica tedesca, l'etnologia, la storia giuridica comparata e la storia economica. Fu particolarmente attratto dal pensiero di Karl Bücher, professore a Lipsia, deciso assertore dell'importanza dell'economia di mercato quale motore del processo di affrancamento delle masse in epoca medievale; altre personalità eminenti incontrate in Germania furono Karl Lamprecht a Lipsia, autore della nozione di "storia totale" e grande ispiratore di Henri Pirenne (in seguito amico e mentore di Bloch), e Adolf von Harnack a Berlino, teologo e storico delle religioni.
Al ritorno a Parigi ottenne una borsa di studio triennale (1909-1912) dalla Fondazione Thiers, dove pubblicò, nel 1911, il suo primo lavoro. Qui compose anche la sua dissertazione di dottorato sulla scomparsa della servitù della gleba nell'Île-de-France nel XII e XIII secolo, che sarà discussa e pubblicata nel 1920, a causa della guerra.
Le ricerche di Bloch in seno alla Fondazione, specialmente quelle sui re capetingi, gettarono le fondamenta della sua carriera. Incominciò con il creare delle mappe dell'area di Parigi che indicavano dove la servitù della gleba era perdurata e dove ciò non era avvenuto. Investigò la natura della servitù, la cultura della quale scoprì essere fondata quasi completamente sulla consuetudine e sulla prassi. I suoi studi su questo periodo formarono Bloch, facendone uno studioso maturo, e lo portarono per la prima volta in contatto con altre discipline, la cui rilevanza avrebbe enfatizzato per gran parte della sua carriera. La servitù della gleba era un tema così vasto che gli fu possibile collegarlo a commerci, monetazione, religiosità popolare, arte, architettura e letteratura.

### La prima guerra mondiale
Dopo un anno d'insegnamento a Montpellier si trasferì ad Amiens nel 1913, dove l'anno successivo insegnò storia in un liceo locale.
Colto dallo scoppio della prima guerra mondiale, nell'agosto 1914 Bloch si arruolò come volontario, così come altri 800 studenti dell'École. Ottenne il grado di sergente di fanteria. Il 2 agosto 1914 fu assegnato al 272º Reggimento della Riserva, schierato sul confine con il Belgio, dove nello stesso mese partecipò alla battaglia delle Ardenne. Nella successiva ritirata raggiunse l'Argonne il 25 agosto e la Marna nei primi giorni di settembre, dove combatté nella prima battaglia della Marna. Partecipò successivamente alla battaglia della Somme (1916) e nel 1918 all'offensiva di primavera ed all'offensiva della Mosa-Argonne. Al comando di una sezione, terminò il conflitto col grado di capitano nei servizi d'informazione. Ebbe quattro citazioni all'ordine del giorno, fu decorato con la Legion d'onore per fatti militari e ottenne la Croce di guerra.
Nel 1915, ricoverato per febbre tifoide, riunì le proprie esperienze in Souvenirs de guerre, riflessioni sulla psicologia individuale e collettiva di ufficiali e soldati, dove poneva l'accento sul silenzioso coraggio dei secondi e la miopia tragica dei primi. Durante il periodo di trincea gli venne diagnosticata l'artrite reumatoide, che lo tormentò per il resto della vita.
Per la prima volta nella sua vita, come scrisse successivamente, aveva vissuto e lavorato fianco a fianco con persone con cui non aveva mai avuto contatti stretti prima, come artigiani e operai, con i quali venne a formarsi un grande cameratismo. Era un mondo completamente diverso rispetto a quello cui era abituato, "un mondo in cui le differenze non venivano appianate dalle parole ma dalle pallottole". Le sue esperienze lo portarono a riconsiderare il suo punto di vista sulla storia, e influenzarono il suo successivo approccio al mondo in generale. Fu particolarmente toccato dalla psicologia collettiva della trincea.. Affermò più tardi di non aver conosciuto uomini migliori degli uomini del Nord e del Pas de Calais con cui aveva trascorso quattro anni a stretto contatto. Considerò "un onore" aver servito durante la guerra, ma vi aveva comunque perso molti amici e colleghi.

### Carriera universitaria
Nel 1920 discusse la sua tesi, che poi pubblicò. Non fu esattamente l'opera che lui aveva in mente, a causa della guerra: per i candidati al dottorato la cui ricerca fu interrotta dagli eventi bellici, fu reso possibile presentare solo una piccola parte della tesi normalmente richiesta. Fu comunque sufficiente a dimostrare il suo valore come medievista agli occhi dei contemporanei. Lo stesso anno, con l'apertura dell'Università di Strasburgo, Bloch vi fu nominato maître de conférences e chargé de cours (assistente lettore) di Storia Medievale, della cui sezione gettò le fondamenta con Christian Pfister. La cattedra di Storia Medievale gli fu assegnata poi ufficialmente nel 1927.
La città di Strasburgo, insieme all'Alsazia-Lorena di cui era capoluogo, era stata appena restituita alla Francia con il Trattato di Versailles. Nella Germania guglielmina aveva rivaleggiato con Berlino come centro culturale e la sua Università possedeva una delle più grandi biblioteche accademiche del mondo. Bloch incominciò a lavorarvi intensamente,. Affermò più tardi di aver trascorso a Strasburgo gli anni più produttivi della sua vita.. Fu a Strasburgo che Bloch poté emergere come eminente storico del Medioevo: in un ambiente accademico vivace come nessun altro nella Francia dell'epoca, sicuramente animato dalla volontà di rivaleggiare coi vicini tedeschi, si radunavano i migliori esponenti delle scienze storiche e sociali, quali Gabriel Le Bras, Maurice Halbwachs, André Piganiol, Ernest Hoepffner, Charles Blondel, Henri Baulig, Charles-Edmond Perrin, Georges Lefebvre; a Strasburgo Bloch strinse amicizia soprattutto col più anziano collega Lucien Febvre, eminente storico del XVI secolo, con cui collaborò per il resto della vita.
Nel 1919 sposò Simone Vidal (1894-1944); dal matrimonio nacquero sei figli, tra cui Étienne, che nel 1997 del padre scrisse la «biografia impossibile». Bloch non mancò di applicare all'esperienza della guerra il suo acuto spirito critico: da una prospettiva del tutto originale, e memore della disinformazione in atto ai tempi dell'Affare Dreyfus, analizzò il processo di falsificazione delle notizie orali creatosi tra i soldati grazie all'azione della censura; ne seguì un articolo del 1921, dal titolo Réflexions d'un historien sur les fausses nouvelles de la guerre (Riflessioni di uno storico sulle false notizie della guerra).
Pubblicò nel 1924 la sua opera magistrale, Les Rois thaumaturges (I re taumaturghi; I ed. italiana: Einaudi 1973), in cui sperimentò con audacia un metodo comparatista improntato ai maestri della linguistica (lui stesso era poliglotta) e affermò con forza l'importanza della psicologia nello studio della storia. Nel 1929 Bloch tiene una serie di conferenze a Oslo, il cui testo rielaborato verrà pubblicato due anni dopo con il titolo Les caractères originaux de l'histoire rurale française (I caratteri originali della storia rurale francese), la sua opera più citata, per molti studiosi odierni il massimo contributo dell'autore alla storiografia, fortemente innovativa nell'imporre un'interdisciplinarità poco frequente per l'epoca, col fine di meglio comprendere l'evoluzione delle strutture agrarie dell'Occidente medievale e moderno.
Attorno al 1930 progettò di pubblicare una collezione dei propri scritti sul metodo storico, sotto il titolo Historiens à l'atelier, e sottopose l'idea all'editrice Gallimard. La cosa non andò in porto e la prematura morte dell'autore nel 1944 lasciò incompiuto il lavoro, sino a quando un abbozzo fu scoperto a Fougères, nella villa in cui Bloch aveva abitato nell'ultimo periodo della vita. Nel 1949 l'amico e collaboratore Lucien Febvre s'incaricò della pubblicazione postuma, sotto il titolo - voluto dall'autore - di Apologie pour l'histoire ou Métier d'historien (Apologia della storia o Mestiere di storico; I ed. italiana: Einaudi 1950).

### Les Annales
Tra il 1920 e il 1926, con Lucien Febvre, tentò il progetto di lanciare una rivista internazionale di storia sociale ed economica comparata, con l'ambizione di sollecitare la partecipazione e gli scambi scientifici tra gli studiosi europei delle varie discipline. I due, in cerca di un curatore di elevato profilo accademico, si rivolsero nel 1921 a Henri Pirenne. Attraverso Pirenne, nel 1925, Bloch e Febvre contattarono l'American Historical Association, nella speranza di ottenere un finanziamento dal fondo intitolato a Laura Spelman Rockefeller. Il progetto naufragò, in parte per interessi nazionalistici da ambo le parti, ma non da ultimo per la riluttanza da parte di Bloch e di Febvre ad ammettere studiosi tedeschi nel comitato editoriale, nonostante il carattere internazionale della rivista.

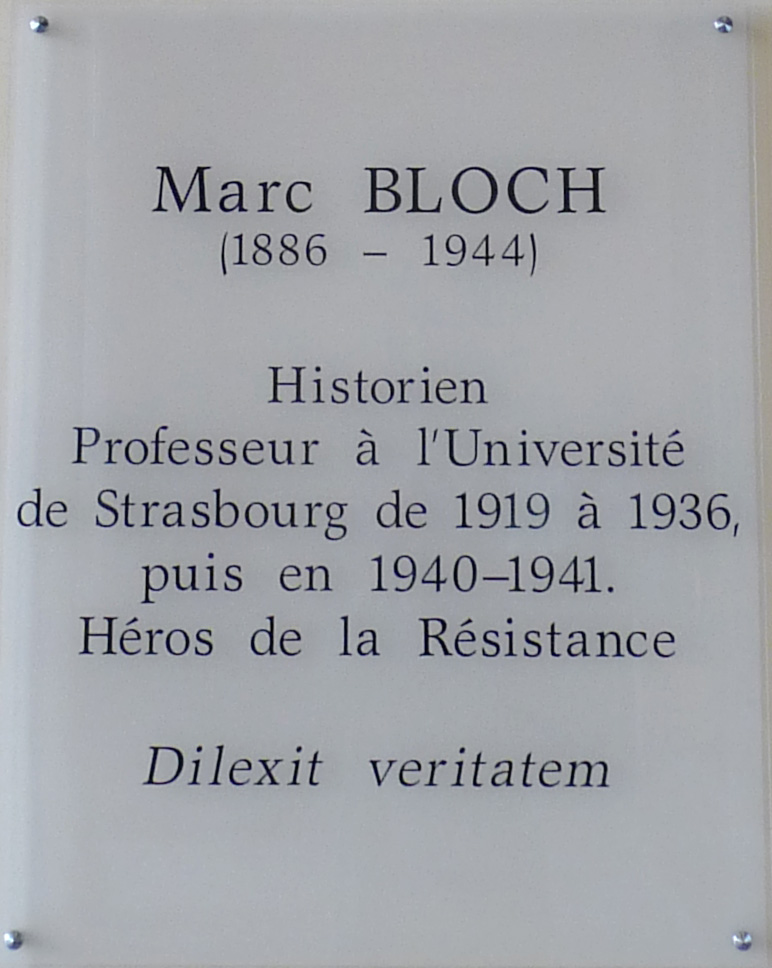
Targa commemorativa all'Università di Strasburgo, palazzo dell'Università

Nel 1929, col «gruppo strasburghese» che includeva anche Febvre, Bloch fondò invece la rivista Annales d'histoire économique et sociale (dal 1994 chiamata Annales. Histoire, Sciences Sociales), il cui titolo era già di per sé una rottura con «la storia storicizzante», in auge in Francia grazie al positivismo. Bloch, uno dei primi storici francesi a interessarsi allo studio comparato delle civiltà e alla storia del pensiero (vista anche come storia antropologica), vi pubblicò nel periodo precedente alla guerra importanti articoli, centrati soprattutto sul feudalesimo, e brillanti note di lettura il cui apporto metodologico è rimasto vivo anche dopo la morte dell'autore e sino ai giorni nostri.
Nel 1928 Bloch si candidò al Collège de France, attratto dalle maggiori risorse intellettuali di una delle più prestigiose istituzioni francesi, e propose di insegnarvi una «storia comparata delle società europee», ma non fu ammesso; anche Febvre si candidò senza successo, riuscendo ad accedervi solo nel 1933; Bloch tentò ancora nel 1934-35, col sostegno dello stesso Febvre e di Étienne Gilson, ma senza esito. La competizione offuscò l'amicizia tra i due, sebbene non la concordia intellettuale.
Dopo l'ultimo fallimento Bloch ricercò una più promettente posizione alla Sorbonne: nel 1936 succedette a Henri Hauser alla locale cattedra di Storia economica, unica allora esistente in Francia; l'incarico stimolò il suo interesse alla materia e diede la stura ad un'ampia produzione di articoli, recensioni e pubblicazioni. Fondò nel 1938, col sociologo Maurice Halbachs, l'Institut d'histoire économique et sociale, centro di ricerca nato allo scopo di promuovere lo studio dei fattori economici della storia.
La seconda guerra mondiale lo colse quindi nel pieno della carriera e delle ricerche, culminate con l'uscita, tra 1939 e 1940, dei due volumi di La Société féodale (La società feudale); ultima opera pubblicata nel corso della sua vita e, presumibilmente, lo studio più durevole della sua carriera, ebbe grande eco in Francia e fuori, tra medievalisti, storici e semplici appassionati.

### Uno storico in guerra

Il monumento di Roussilles eretto sul luogo dell'esecuzione di Marc Bloch e degli altri prigionieri

Nonostante la possibilità di essere esentato dal richiamo alle armi per la malattia reumatica invalidante, l'età (53 anni), sei figli minorenni e la professione universitaria, decise comunque di arruolarsi una settimana prima dell'invasione tedesca della Polonia. Dopo un periodo trascorso in Alsazia, fu aggregato al Comando supremo della Francia del Nord, in Piccardia, e destinato agli approvvigionamenti. Vi rimase durante la strana guerra e la Campagna di Francia fino alla capitolazione del Belgio; Bloch si trovò tra le migliaia di soldati imbarcati a Dunkerque, ma, pur potendo rimanere nel Regno Unito, il 4 luglio decide di tornare in Francia per riunirsi con i suoi famigliari.
Durante la breve esperienza bellica Bloch vide da vicino il naufragio della Terza Repubblica; dagli eventi trasse L'Étrange Défaite (La strana disfatta), scritta nella casa che possedeva a Fougères, comune di Le Bourg-d'Hem (Creuse), dal luglio al settembre 1940: il libro fu pubblicato postumo nel 1946 e accredita l'idea che la disfatta francese fosse imputabile ai livelli supremi di comando e dovuta più a un deficit di preparazione e di capacità innovativa che alla scarsa combattività delle truppe. Tocca anche la questione su quanto le élite avessero preferito la vittoria del nazionalsocialismo in Francia e in Europa, di fronte alla minaccia del bolscevismo. In particolare esprimeva lo scoramento dell'autore davanti all'atteggiamento di una parte della borghesia francese e degli intellettuali che, a suo avviso, avevano contribuito per ignavia alla sconfitta, salvo poi allearsi col fascismo e collaborare attivamente col nazismo.

### La morte
In quanto ebreo, dopo l'armistizio del 22 giugno 1940 e la smobilitazione, Bloch fu escluso dalla funzione pubblica (ottobre 1940). Inizialmente pensò di trovare rifugio negli Stati Uniti d'America, dove gli era stato offerto un posto alla New School for Social Research di New York; ma in seguito dovette rinunciare al progetto in quanto non poteva portare con sé il figlio maggiore, in età di leva. Fu riammesso alle sue funzioni per eccezionali meriti di servizio, grazie alla decisione del segretario di Stato per l'educazione nazionale, lo storico Jérôme Carcopino, vecchio allievo del padre, e ottenne una nomina alla facoltà di Strasburgo, succursale di Clermont-Ferrand. Qui Bloch continuò le sue ricerche in condizioni molto difficili e in preda a grande inquietudine. Per le precarie condizioni di salute della moglie, chiese e ottenne un trasferimento a Montpellier nel 1941.
Anche dopo aver perso l'accesso alla propria biblioteca personale continuò a scrivere per la rivista Annales (all'epoca ribattezzata Mélanges per sfuggire alla censura sulle pubblicazioni accademiche), firmandosi "M. Fougères". In quel periodo difficile, senza poter consultare documenti, scrisse la sopracitata Apologia della storia, pubblicata postuma nel 1949 per iniziativa di Lucien Febvre.
Quando i tedeschi invasero la zona libera, sino ad allora controllata dal Governo di Vichy, Bloch dovette tornare con la famiglia a Fougères; alla fine del 1942 o all'inizio del 1943 entrò nella Resistenza; scelse il nome fittizio di Narbonne. Si trasferì quindi a Lione, dove, sotto lo pseudonimo di Blanchard, contribuì in prima persona all'attività del movimento resistenziale Franc-Tireur di Georges Altman. Fu arrestato l'8 marzo 1944 dalla Gestapo e torturato per ben tre mesi. La notte del 16 giugno 1944, Bloch e altri 26 furono caricati su un camion. Secondo lo storico Eugen Weber, seduto accanto a Bloch c'era un compagno sedicenne che piangeva, il quale fu rassicurato da Bloch dicendo: "Ci spareranno, non aver paura, non farà male. Accadrà in fretta". Fu fucilato, a gruppi di quattro alla volta, con gli altri 26 a Saint-Didier-de-Formans. È sepolto presso il cimitero di Le Bourg-d'Hem. Sulla sua tomba vi sono incise le parole in latino: "Dilexit veritatem", ovvero "Ha amato la verità".

## Apporto alla storia del Medioevo

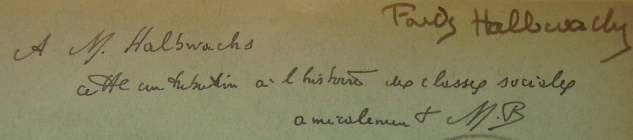
Dedica di Marc Bloch a Maurice Halbwachs (1928).
Conservata alla Bibliothèque de sciences humaines et sociales Paris Descartes-CNRS.

Negli anni che seguirono la Prima Guerra Mondiale, un disilluso Bloch respinse le idee e le tradizioni che avevano plasmato la sua crescita da studioso. Rifiutò lo studio della storia come era stato portato avanti fino ad allora, dal solo punto di vista politico e biografico, insieme al "laborioso culto dei dati" che l'accompagnava. Fu molto influenzato dalle idee di Émile Durkheim su come le connessioni tra storici e sociologi fossero più grandi delle loro differenze. Anche dopo la morte di Durkheim nel 1917 Bloch riconobbe apertamente tale influenza.
Numerosi storici, francesi e no, hanno ammesso il proprio debito intellettuale nei confronti di Marc Bloch: Fernand Braudel, Georges Duby, Jacques Le Goff, Bronisław Geremek, Alessandro Barbero e altri.
Gli storici moderni celebrano in Bloch (per quanto criticato oggi per il suo razionalismo e la sua fede nel progresso) il rigore analitico, l'ampiezza di vedute, e la volontà di aprire il campo della storia ad altre discipline scientifiche. Inoltre, il suo contributo allo studio della storia medievale, per varietà delle fonti e rigore analitico, è ancora oggi largamente utilizzato dai ricercatori.
Al pari dei suoi colleghi dell'École des Annales, Marc Bloch suggerì di non utilizzare come fonti esclusivamente i documenti scritti, ma di ricorrere anche ad altre testimonianze: artistiche, archeologiche, numismatiche, eccetera. Si orientò quindi verso l'analisi della storia economica, e, ugualmente fautore dell'unità delle scienze sociali, fece costantemente ricorso al metodo comparativo, predicando tra gli storici l'interdisciplinarità e il lavoro collettivo.
Bloch ha lasciato una grande influenza nel campo della storiografia attraverso la sua incompleta Apologia della storia, dedicata all'amico e collega Lucien Febvre, alla quale stava ancora lavorando al momento della morte. Il libro di Bloch e Sei lezioni sulla storia di Edward Carr sono considerate oggi tra le più importanti opere di teoria storiografica del XX secolo.

## Opere

### Monografie
- (FR) L'Île-de-France: les pays autour de Paris, Parigi, 1913.
- (FR) Rois et serfs: un chapitre d'histoire capétienne, Parigi, Champion, 1920.
  -  Re e servi. Un capitolo di storia capetingia, Collana Biblioteca universale, Napoli, Edizioni immanenza, 2016, ISBN 978-88-98926-78-7.
- (FR) Souvenirs de guerre (1914–1915), Parigi, Armand Colin, 1969.
  -  La guerra e le false notizie. Ricordi (1914-1915) e riflessioni (1921), Collana Virgolette n.4, Roma, Donzelli, 1994, ISBN 88-7989-087-5.
- (FR) Réfléxion d'un historien sur les fausses nouvelles de la guerre, in Revue de synthèse historique, 1921.
  -  Riflessioni d'uno storico sulle false notizie della guerra, in M. Bloch, Storici e storia, Torino, Einaudi, 1997,  pp. 163-184. URL consultato il 23 marzo 2018 (archiviato dall'url originale il 27 giugno 2013).
- (FR) Les Rois thaumaturges: étude sur le caractère surnaturel attribué à la puissance royale particulièrement en France et en Angleterre, in Publications de la Faculté des lettres de Strasbourg, Strasburgo, 1924.
  -  I re taumaturghi. Studi sul carattere sovrannaturale attribuito alla potenza dei re particolarmente in Francia e in Inghilterra, collana Biblioteca di Cultura Storica n.121, traduzione di Silvestro Lega, Torino, Einaudi, 1973-1980.
- (FR) Les Caractères originaux de l'histoire rurale française, Oslo e Parigi, Les Belles Lettres, 1931.
  -  I caratteri originali della storia rurale francese, collana Collana Piccola Biblioteca n.207, Torino, Einaudi, 1973.
  -  La storia rurale francese, Sesto San Giovanni, Jouvence, 2020, ISBN 978-88-7801-740-5.
- (FR) La Société féodale.
  -  vol. 1: La Formation des liens de dépendance, Parigi, Albin Michel, 1939. 
  -  vol. 2: Les Classes et le gouvernement des hommes, Parigi, Albin Michel, 1940. 
    -  La società feudale, collana Biblioteca di Cultura Storica n.36, traduzione di Bianca Maria Cremonesi, Torino, Einaudi, 1949.
- (FR) L'Etrange défaite, Parigi, Société des éditions Le Franc-tireur, 1946.
  -  La strana disfatta. Testimonianza scritta nel 1940, seguita da scritti della clandestinità. 1942-1944, Napoli, Guida, 1970-2008. - Res Gestae, 2014, ISBN 978-88-669-7081-1.
  -  La strana disfatta. Testimonianza del 1940, traduzione di R. Comaschi, a cura di S. Lanaro, Collana Biblioteca studio, Torino, Einaudi, 1997, ISBN 978-88-06-13785-4.
- (FR) Apologie pour l'histoire ou Métier d'historien, Parigi, Armand Colin, 1949.
  -  Apologia della storia o Mestiere di storico, traduzione di Giuseppe Gouthier, Torino, Einaudi, 1950. - Nuova ed. sull'edizione critica del figlio Étienne Bloch, Einaudi, 1998-2009.
  -  Apologia della storia o Mestiere di storico, traduzione di Lorenzo Alunni, a cura di Massimo Mastrogregori, Milano, Feltrinelli, 2024, ISBN 978-88-079-0466-0.

### Monografie postume
- Histoire et historiens (Parigi, Armand Colin, 1995), testi riuniti da Étienne Bloch; Storici e storia, Collana Biblioteca, Einaudi, 1997, ISBN 88-06-14169-4
- La terre et le paysan (Parigi, Armand Colin, 1999), testi riuniti da Étienne Bloch
- Carnets inédits (1917-1943), a cura di Massimo Mastrogregori, Collana Biblioteca, Torino, Aragno, 2016, ISBN 978-88-8419-789-4.

### Corsi pubblicati
- Esquisse d'une histoire monétaire de l'Europe (Parigi: Armand Colin, 1954); Lineamenti di una storia monetaria d'Europa, Collana Piccola Biblioteca n.414, Einaudi, Torino, 1981
- La France sous les derniers capétiens, 1223–1328 (Parigi: Armand Colin, 1964)
- Seigneurie française et manoir anglais (Parigi: Armand Colin, 1967); Signoria francese e maniero inglese. Lezioni sulla proprietà fondiaria in Francia e in Inghilterra, Milano, Feltrinelli, 1980
- Il Regno di Luigi XIV. Aspetti economici, Corso raccolto da P. Heumann, trad. e cura di Frédéric Ieva, Collana Biblioteca, Torino, Aragno, 2016, ISBN 978-88-8419-776-4.

### Raccolte di articoli pubblicate in italiano
- Lavoro e tecnica nel Medioevo, traduzione di Giuliano Procacci, Prefazione di Gino Luzzato, Biblioteca di Cultura moderna, Roma-Bari, Laterza, 1959
- La servitù nella società medievale, trad. di Maria Teresa Grendi Hirschkoff, Collana Il Pensiero Storico n.65, La Nuova Italia Editrice, Firenze, 1975
- La fine della comunità e la nascita dell'individualismo agrario nella Francia del XVIII secolo, (1930), trad. Danilo Zardin, Milano, Jaca book, 1978-9
- Che cosa chiedere alla Storia?, a cura di Grado Giovanni Merlo e Francesco Mores, Collana etcetera, Castelvecchi, Roma, 2014 ISBN 978-88-6826-244-0